# Liste der Monuments historiques in Crèvecœur-en-Brie
Die Liste der Monuments historiques in Crèvecœur-en-Brie führt die Monuments historiques in der französischen Gemeinde Crèvecœur-en-Brie auf.

## Liste der Objekte
| Bezeichnung                                  | Beschreibung    | Standort                              | Kennzeichnung | Schutzstatus | Datum | Bild |
| -------------------------------------------- | --------------- | ------------------------------------- | ------------- | ------------ | ----- | ---- |
| Bleiglasfenster: Geburt Johannes des Täufers | 16. Jahrhundert | in der Kirche St-Jean-Baptiste (Lage) | PM77000494    | Classé       | 1906  |      |